# Storm glass
Un barometro di Fitzroy, detto anche in inglese storm glass, è un dispositivo per le previsioni meteorologiche, costituito da un contenitore sigillato di vetro riempito di un liquido che dovrebbe permettere di prevedere il tempo osservandone l'aspetto.

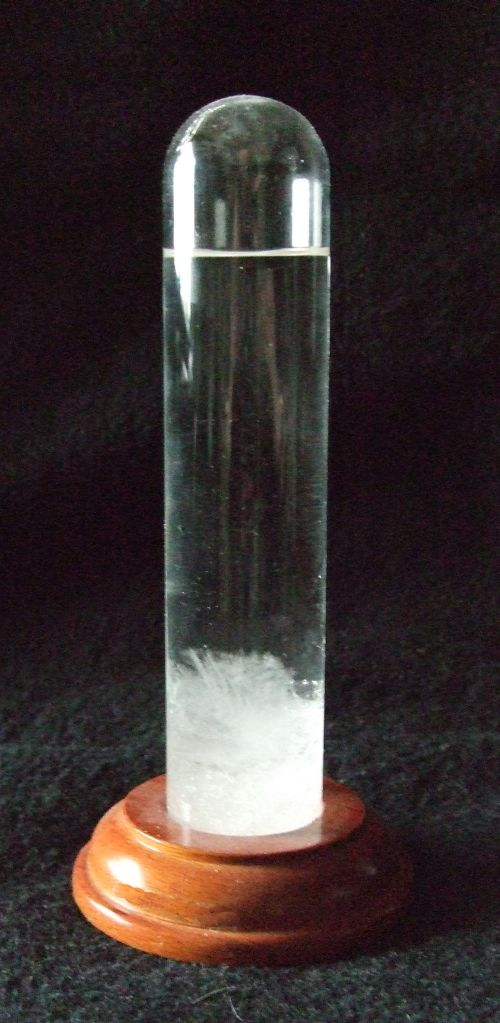
Uno storm glass

## Descrizione
Il liquido all'interno del bicchiere è una miscela di diversi ingredienti, i più comuni sono acqua distillata, etanolo, nitrato di potassio, cloruro di ammonio e canfora. Questa miscela è stata inventata dall'ammiraglio Robert FitzRoy ed utilizzata da Charles Darwin nel suo viaggio sul brigantino HMS Beagle.
Durante lo storico viaggio, Robert FitzRoy ha attentamente documentato come lo storm-glass preveda il tempo:
- se il liquido nello storm-glass è limpido, il tempo sarà chiaro e luminoso;
- se il liquido è torbido, il tempo sarà nuvoloso e, forse con precipitazioni;
- se ci sono dei puntini nel liquido, il tempo sarà umido o nebbioso;
- se ci sono dei piccoli cristalli ci saranno temporali;
- se il liquido contiene piccoli cristalli nelle soleggiate giornate invernali c'è neve in arrivo;
- se ci sono cristalli di grandi dimensioni sarà nuvoloso nelle zone temperate o neve in inverno;
- se ci sono cristalli sul fondo, questo indicherà gelo;
- se ci sono filamenti nella parte superiore, sarà ventoso.

Nel 1859, violenti temporali colpirono le isole britanniche. In risposta, la corona inglese distribuì storm-glass, allora noti come "barometro di Fitzroy" o barometro da tempesta, a molte piccole comunità di pescatori intorno alle isole britanniche affinché potessero essere consultati da parte delle navi, nel porto, prima di salpare.
Alcuni vecchi esemplari dello strumento sono conservati in raccolte scientifiche, come ad esempio nel Museo di Fisica e meteo-sismologia "G. Sanguineti - G. Leonardini" di Chiavari (Genova).

## Meccanismi proposti
Anne Marie Helmenstine illustra come funzionano gli storm-glass in un articolo su about.com:
"Uno storm-glass lavora sulla premessa che temperatura e pressione incidono sulla solubilità, a volte rendendo il liquido trasparente, altre volte causando una precipitazione del soluto. Comunque il metodo con cui funziona non è del tutto chiaro anche se è ben noto che la temperatura influenzi la solubilità alcuni studi hanno osservato contemporaneamente diversi storm-glass formare cristalli simili a differenti temperature, inoltre, gli storm-glass non sono esposti alle variazioni di pressione e non reagiscono alle variazioni di pressione associate ai sistemi meteo. Alcuni hanno proposto che le interazioni tra la parete di vetro dello storm-glass e il liquido contenuto causi la formazione di cristalli. Alcune spiegazioni includono effetti di elettricità o effetto tunnel sul vetro."

## Precisione
Secondo alcuni studi la precisione dello strumento supera l'80%.

## Ingredienti
La miscela del dispositivo si compone di:
- 2,5 g di nitrato di potassio;
- 2,5 g di cloruro di ammonio;
- 33 ml di acqua distillata;
- 40 ml di etanolo;
- 10 g di canfora.

Scaldare l'acqua e sciogliere il nitrato di potassio e cloruro di ammonio, aggiungere l'etanolo, aggiungere la canfora. Mettere in provetta tappata.